# Estanislao Esteban Karlic
Estanislao Esteban Karlic (1926 - 2025) là một Hồng y người Argentina của Giáo hội Công giáo Rôma. Ông hiện đảm nhận vai trò Hồng y Đẳng Linh mục Nhà thờ Beata Maria Addolorata a piazza Buenos Aires. Ông từng đảm nhận vai trò Tổng giám mục đô thành Tổng giáo phận Paraná trong suốt 17 năm, từ năm 1986 đến khi hồi hưu năm 2003.
Vốn là một giáo sĩ trong vai trò lãnh đạo giáo hội địa phương, ông từng đảm trách nhiều vai trò tại Argentina như: Giám mục Phụ tá Tổng giáo phận Córdoba (1977 - 1983), Tổng giám mục Phó Tổng giáo phận Paraná (1983 - 1986), Giám quản Tông Tòa không khuyết vị Sede plena Tổng giáo phận Paraná (1983 - 1986). Ngoài lãnh đạo các giáo phận được bổ nhiệm, ông còn đóng vai trò Chủ tịch Hội đồng Giám mục Argentina, từ năm 1996 đến năm 2002. Ông được vinh thăng Hồng y ngày 24 tháng 11 năm 2007, bởi Giáo hoàng Biển Đức XVI.

## Tiểu sử
Hồng y Estanislao Esteban Karlic sinh ngày 7 tháng 2 năm 1926 tại Oliva, Argentina. Sau quá trình tu học dài hạn tại các cơ sở chủng viện theo quy định của Giáo luật, ngày 8 tháng 12 năm 1954, Phó tế Karlic, 28 tuổi, tiến đến việc được truyền chức linh mục.
Sau hơn 17 năm thi hành các công việc mục vụ với thẩm quyền và cương vị của một linh mục, ngày 6 tháng 6 năm 1971, Tòa Thánh loan tin Giáo hoàng đã quyết định tuyển chọn linh mục Estanislao Esteban Karlic, 45 tuổi, gia nhập Giám mục đoàn Công giáo Hoàn vũ, với vị trí được bổ nhiệm là Giám mục Phụ tá Tổng giáo phận Paraná, danh nghĩa Giám mục hiệu tòa Castrum. Lễ tấn phong cho vị giám mục tân cử được tổ chức sau đó vào ngày 15 tháng 8 cùng năm, với phần nghi thức chính yếu được cử hành cách trọng thể bởi 3 giáo sĩ cấp cao, gồm chủ phong là Hồng y Raúl Francisco Primatesta, Tổng giám mục đô thành Tổng giáo phận Córdoba; hai vị giáo sĩ còn lại, với vai trò phụ phong, gồm có Giám mục Alfredo Guillermo Disandro, Giám mục Phụ tá Córdoba và Giám mục Cándido Genaro Rubiolo, giám mục chính tòa Giáo phận Villa María. Tân giám mục chọn cho mình châm ngôn:SERVIRE.
Sau 6 năm thực hiện các công việc mục trên cương vị Giám mục phụ tá, Giám mục Estanislao Esteban Karlic đã được Tòa Thánh thăng Tổng giám mục, qua việc bổ nhiệm giám mục này làm Tổng giám mục Phó Tổng giáo phận Paraná kiêm chức Giám quản Tông Tòa không khuyết vị Sede plena Tổng giáo phận Paraná. Thông báo về việc bổ nhiệm này được công bố cách rộng rãi vào ngày 19 tháng 1 năm 1983. Sau gần 3 năm giám quản, ông chính thức kế vị trở thành Tổng giám mục đô thành Paraná vào ngày 1 tháng 4 năm 1986. Ngoài công việc lãnh đạo giáo phận, ông còn đóng vai trò Chủ tịch Hội đồng Giám mục Argentina, từ năm 1996 đến năm 2002.
Ngày 29 tháng 4 năm 2003, ông chính thức nghỉ hưu sau khi Tòa Thánh chấp thuận đơn xin nghỉ hưu vì ly do tuổi tác, theo Giáo luật của ông.
Bằng việc tổ chức công nghị Hồng y năm 2007 được cử hành ngày 24 tháng 11, Giáo hoàng Biển Đức XVI vinh thăng Tổng giám mục Estanislao Esteban Karlic tước vị danh dự, Hồng y. Tân Hồng y thuộc Đẳng Hồng y Linh mục và Nhà thờ Hiệu tòa được chỉ định là Nhà thờ Beata Maria Addolorata a piazza Buenos Aires. Sau đó, ông đã cử hành các nghi thức nhận nhà thờ hiệu tòa của mình vào ngày 2 tháng 2 năm 2008.
Ông qua đời ngày 8 tháng 8 năm 2025.